# William-Henri Schopfer
William-Henri Schopfer (* 8. Mai 1900 in Yverdon; † 19. Juni 1962 in Bern) war ein Schweizer Biologe.

## Leben
Schopfer studierte Biologie bei Robert Chodat in Genf, in Paris und bei Hans Kniep in Berlin. 1928 promovierte er in Genf, wo er als Gymnasiallehrer arbeitete und sich 1929 habilitierte. Von 1933 bis 1962 war er ordentlicher Professor für Botanik und allgemeine Biologie sowie Direktor des Botanischen Instituts und Gartens der Universität Bern, wo er von 1941 bis 1942 Dekan und von 1948 bis 1949 Rektor war. Von 1942 bis 1943 war Schopfer Präsident der Schweizerischen Gesellschaft für Mikrobiologie, und von 1947 bis 1961 der Schweizerischen Gesellschaft für die Geschichte der Medizin und der Naturwissenschaften.
„Schopfer, dessen Vortragskunst legendär war, eröffnete das Feld der Vitaminforschung bei Pflanzen. Ausgangspunkt war seine Entdeckung, dass der Pilz Phycomyces ohne Vitamin B1 nicht gedeiht. Gefunden wurden Teilzeitsynthesen und Gegenspieler. Seine letzte Arbeit galt dem Wirkstoff Inositol. Unter seiner Leitung erlangte das Berner Botanische Institut Weltruf.“
Schopfer wurden vier Ehrendoktorate von französischen Universitäten verliehen.